# Московский 3-й кадетский корпус (1873—1892)
3-й Московский кадетский корпус — начальное военно-учебное заведение Военного министерства Российской империи, готовившее детей и подростков к военной службе.
Был открыт в 1873 году в Москве как 3-я Московская военная гимназия. учебное заведение было размещено в доме князя А. М. Урусова, в 1850-х годах перешедшем графу П. П. Бобринскому, на углу Спиридоновки и Садовой-Кудринской. Гимназия предназначалась только для приходящих воспитанников, что удешевляло обучение и позволяло обучать большее число воспитанников.
В 1882 году гимназию переименовали в 3-й Московский кадетский корпус. Большинство воспитанников продолжали быть приходящими.
В 1892 году 3-й Московский кадетский корпус был закрыт; его воспитанники распущены по домам или переведены в другие кадетские корпуса. Причиной закрытия корпуса называется как отсутствие финансовых средств, так и бунт кадетов. По какой-то причине ещё в июле 1886 года император Александр III провёл строевые смотры 1-му и 2-му Московским корпусам в селе Коломенском и 4-му корпусу на Сокольническом поле; 3-й Московский корпус не был удостоен внимания императора. Наименование 3-й Московский кадетский корпус перешло с 10 сентября 1892 года к прежнему 4-му кадетскому корпусу.
Среди выпускников корпуса были: В. Н. Ипатьев, Б. И. Неклюков (вып. 1887), Б. В. Адамович (вып. 1888).